# 南波誠
南波 誠（なんば まこと、1950年 - 1997年4月23日?）は、日本のヨットセーラーである。京都府京都市伏見区出身。京都産業大学卒業。アメリカスカップに過去2回ニッポン・チャレンジの一員として参加し、中でも1995年大会ではスキッパーとしてニッポン・チャレンジを率いたが、いずれも予選であるルイ・ヴィトンカップで敗れた。その後、ヨットレース中に救命胴衣をつけていないまま海に落ち消息を絶った。

## 経歴
- 1992年
  - ルイ・ヴィトンカップに出場、予選敗退、スキッパーはクリス・ディクソン。
- 1995年
  - ルイ・ヴィトンカップに出場、スキッパーとしてチームを率いるも予選敗退。
- 1997年
  - 4月23日、大阪市主催のヨットレース「SAIL OSAKA '97」に参加中、室戸岬沖南南東約58キロの地点で[1]救命胴衣をつけないまま海に落ち行方不明となる。亡くなったものと最終的に判断された。

## 雑学
- アサヒスーパードライのCMに出たことがある。
- アメリカスカップは当時NHK-BSで連夜に渡って放送された。（ニッポン・チャレンジ以外の勝負も含めて）

## 関連書籍
- 1992年4月5日俺達は負けた―アメリカズカップ初挑戦の記録（松原仁・原健　共著）